# GNU Compiler Collection
GNU Compiler Collection (Colecția de compilatoare GNU, numită de obicei GCC) este un set de compilatoare pentru diverse limbaje de programare produs de Proiectul GNU. GCC a fost adoptat ca principalul compilator standard de majoritatea sistemelor de operare Unix-like, inclusiv Linux, sistemele BSD și Mac OS X.
Numele original a fost GNU C Compiler, pentru că era doar un compilator pentru C.

## Istorie
Dezvoltarea GCC a fost începută de Richard Stallman în 1985. El a extins un compilator pentru a compila C.
În 1997, un grup de dezvoltatori, nemulțumiți de ritmul lent și natura închisă a dezvoltării oficiale a GCC, au format un proiect numit EGCS (Compilator GNU Experimental). EGCS a înglobat mai multe bifurcări experimentale. Dezvoltarea EGCS s-a dovedit mai viguroasă decât cea a GCC, și în final EGCS a fost adoptată drept versiunea oficială a GCC în aprilie 1999.

## Limbaje
C
C++
Ada

## Arhitecturi
Procesoare suportate de versiunea 4.1:
- Alpha
- ARM
- Atmel AVR
- Blackfin
- HC12
- H8/300
- IA-32 (x86)
- x86-64
- IA-64
- MorphoSys
- Motorola 68000
- MIPS
- PA-RISC
- PDP-11
- PowerPC
- R8C/M16C/M32C
- System/390/zSeries
- SuperH
- SPARC
- VAX

Versiuni de procesor mai puțin cunsoscute suportate de varianta standard au inclus:
- A29K
- ARC
- C4x
- ETRAX CRIS
- D30V
- DSP16xx
- FR-30
- FR-V
- Intel i960
- IP2000
- M32R
- 68HC11
- MCORE
- MMIX
- MN10200
- MN10300
- Motorola 88000
- NS32K
- ROMP
- Stormy16
- V850
- Xtensa
- AVR32

Alte procesoare ce au fost suportate de versiuni ale GCC întreținute separat de versiunea FSF:
- D10V
- MeP
- MicroBlaze
- Nios II și Nios
- PDP-10
- MSP430
- Z8000

## Depanarea programelor GCC
Principala unealtă pentru depanarea codului GCC este GNU Debbuger.

## Citește în continuare
- Richard M. Stallman: Using and Porting the GNU Compiler Collection, Free Software Foundation, ISBN 0-595-10035-X
- Richard M. Stallman: Using Gcc: The Gnu Compiler Collection Reference, Free Software Foundation, ISBN 1-882114-39-6
- Brian J. Gough: An Introduction to GCC Arhivat în 5 decembrie 2012, la Archive.is, Network Theory Ltd., ISBN 0-9541617-9-3
- Arthur Griffith, GCC: The Complete Reference. McGrawHill/Osborne. ISBN 0-07-222405-3.